# Neuvy (Loir-et-Cher)
Neuvy ist eine französische Gemeinde mit 316 Einwohnern (Stand: 1. Januar 2022) im Département Loir-et-Cher in der Region Centre-Val de Loire; sie gehört zum Arrondissement Blois und zum Kanton Chambord. 

## Geographie
Die Gemeinde Neuvy liegt etwa 20 Kilometer ostsüdöstlich von Blois am Fluss Beuvron in der Seenlandschaft Sologne. Durch die Gemeinde führt die frühere Route nationale 723 (heutige D923). Umgeben wird Neuvy von den Nachbargemeinden Chambord im Nordwesten und Norden, Thoury im Nordosten, Dhuizon im Osten, Bauzy im Süden, Bracieux im Südwesten sowie Tour-en-Sologne im Westen.

## Bevölkerungsentwicklung
| Jahr                       | 1962 | 1968 | 1975 | 1982 | 1990 | 1999 | 2006 | 2013 | 2021 |
| Einwohner                  | 327  | 329  | 288  | 279  | 288  | 294  | 321  | 317  | 321  |
| Quellen: Cassini und INSEE |      |      |      |      |      |      |      |      |      |

## Sehenswürdigkeiten
- Kirche Saint-Pierre-Saint-Paul-et-Saint-Saturnin

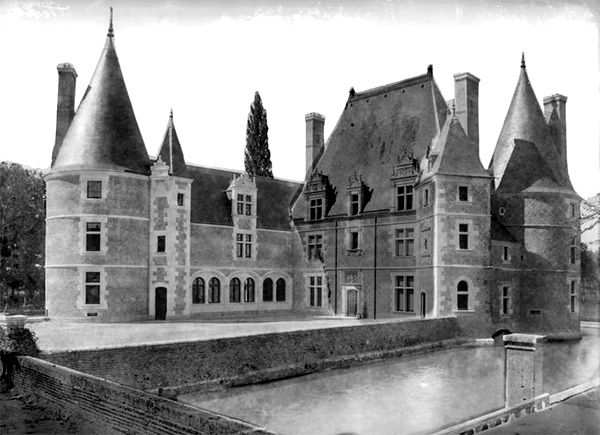
Schloss Herbault
- Schloss La Hardonnière
- Domäne von Chambord

- Schloss Herbault